# Papyrocranus
Papyrocranus is een geslacht van straalvinnige vissen uit de familie van mesvissen (Notopteridae).

## Soorten
- Papyrocranus afer (Günther, 1868)
- Papyrocranus congoensis (Nichols & La Monte, 1932)